# José Oroz Reta
José Oroz Reta (Beire, 28 de julio de 1923-Salamanca, 30 de octubre de 1996) fue un sacerdote y profesor español.

## Biografía
Cursó los estudios primarios en su localidad natal, Beire (Navarra). En 1934 ingresó en la Orden de los Agustinos Recoletos, prosiguiendo sus estudios en Lodosa, Monteagudo (1938) y Marcilla (1939). Finalizados sus estudios de filosofía y teología en 1947, fue ordenado sacerdote. Cursó los dos años comunes de filosofía y letras en la Universidad de Zaragoza y en 1949 se trasladó a la Universidad de Salamanca, donde se licenció en la especialidad de Filología Clásica. También allí se doctoró en 1956, gracias a la tesis Augustinus, rhetor et orator, dirigida por Antonio Tovar.
Llevó a cabo toda su actividad docente en la Universidad Pontificia de Salamanca donde, desde 1960, ocupó la Cátedra de Filología Latina hasta su jubilación en 1993. Participó en numerosos congresos nacionales e internacionales y también desempeñó funciones de carácter editorial; fue secretario de redacción de la revista Augustinus entre 1955 y 1985 y tras el fallecimiento de su primer director, Victorino Capánaga, pasó a ocupar la dirección. También fue director, desde 1974 hasta su fallecimiento, de la revista Helmantica.
Fue miembro de la Sociedad Española de Filosofía, la Sociedad Española de Estudios Clásicos, la Sociedad Iberoamericana de Filosofía, la Asociación Española de Filosofía Medieval, la Asociación Internacional de Estudios Patrísticos de París, la Asociación de Estudios Latinos de París, la Asociación Guillaume de Budé de París, The Virgil Society de Londres, y The Vergilian Society y la Internationale Society for Neoplatonic Studies de Estados Unidos.
Estudió numerosos aspectos literarios, históricos y estéticos del mundo latino, pero se centró especialmente en Virgilio, Cicerón y Séneca, además de la figura de San Agustín, de la cual fue un gran conocedor. Entre sus obras descatan La retórica en los sermones de San Agustín (1963), Virgilio: vida y obras (1965), Historia de la literatura griega (1966), San Agustín: el hombre, el escritor, el santo (1967).